# Ni (kana)
A hiragana に, katakana ニ, Hepburn-átírással: ni, magyaros átírással: ni japán kana. A hiragana és a katakana is a 仁 kandzsiból származik. A godzsúonban (a kanák sorrendje, kb. „ábécérend”) a 22. helyen áll. A に Unicode kódja U+306B, a ニ kódja U+30CB. 
|            | Hepburn és magyaros | Hiragana (Unicode) | Katakana    |
| ---------- | ------------------- | ------------------ | ----------- |
| Alapalak   | ni                  | に (U+306B)        | ニ (U+30CB) |
| Dakutennel | –                   | –                  | –           |

## Vonássorrend
|  |  |
|  |  |